# Nazionale femminile di pallacanestro della Tanzania
La nazionale femminile di pallacanestro della Tanzania è la rappresentativa cestistica della Tanzania ed è posta sotto l'egida della Federazione cestistica della Tanzania.

## Piazzamenti

### Campionati africani
- 1997 - 8°

## Formazioni

### Campionati africani
Campionato africano femminile di pallacanestro 19974 Kente, 5 William, 6 Peter, 7 Iddi, 8 Igwe, 9 Joseph, 10 Jumanne, 11 Mwakifwamba, 12 Abness, 13 Ilunda, 14 Yasin,        All. -